# Sint-Hieronymus Aemilianuskerk
De  Sint-Hieronymus Aemilianuskerk is een voormalige rooms-katholieke kerk, gebouwd in neo-gotische stijl in het Drentse dorp Veenhuizen. 
De kerk is tussen 1891 en 1893 gebouwd als gestichtskerk. De kerk volgde een eerdere kerk uit 1823 op, die al snel te klein bleek en nu in gebruik is als 'School met den Bijbel'.
Het gebouw is ontworpen door architect W.C. Metzelaar die ook vele andere gevangenissen en rechtsgebouwen in Veenhuizen ontwierp. Het orgel uit de oorspronkelijke kerk werd naar de nieuwe kerk verplaatst, waar het bleef tot aan een renovatie in 1965, waarna het spoorloos verdween. Het is toen vervangen door een theaterorgel uit Tilburg.
De kerk is in april 2011 als kerk buiten gebruik gesteld. Het gebouw is nu te huur voor bruiloften, rouwbijeenkomsten, muziekuitvoeringen en -opnamen enzovoorts.